# R103 (IJmuiden)
De Recreatieve weg 103 (r103) bij IJmuiden loopt langs het IJ aan de noordkant van de Nederlandse havenstad. De weg eindigt aan de Kennemer Boulevard in de haven van IJmuiden.
Nieuwvliet: R101 · R102 · R103 · R104 · R105

Ommen: R101 · R102 · R103 · R104 · R105

Schouwen: R101 · R102 · R103 · R104 · R105 · R106 · R107 · R108 · R109 · R110 · R111 · R112

Spaarnwoude: R101 · R102 · R103 · R104 · R105 · R106

Voorthuizen: R101

IJmuiden: R101 · R102 · R103